# Agathis taeniativentris
Agathis taeniativentris är en stekelart som först beskrevs av Günther Enderlein 1920.  Agathis taeniativentris ingår i släktet Agathis och familjen bracksteklar. Inga underarter finns listade i Catalogue of Life.